# Сушкин, Вячеслав Владимирович
Вячесла́в Влади́мирович Су́шкин (11 марта 1991, Ленинград, СССР) — российский футболист, нападающий.

## Биография
Футболом начал заниматься с 6 лет в попал в СДЮШОР «Зенит» (Санкт-Петербург). Первый тренер — Сергей Иванович Романов. Выступал за дубль «Зенита» в молодёжном первенстве. В 2011 году перешёл в «Петротрест», с которым победил в западной зоне Второго дивизиона и вышел в ФНЛ. Позднее команда была преобразована в «Динамо».
В 2015 году вместе с «Факелом» занял первое место в зоне «Центр» Второго дивизиона. Остаток сезона 2015 года провёл в Латвии, где выступал за клуб Высшей лиги «Елгава». Всего провёл за него 11 игр и забил 3 мяча.
Вызывался в распоряжение юношеских сборных России по футболу.

## Достижения
- Победитель Второго дивизиона / Первенства ПФЛ: 2011/12 («Запад»), 2014/15 («Центр»)